# Țaratul Bulgar
Primul Țarat Bulgar (Țaratul Bulgar sau Imperiul Bulgar) (în limba bulgară modernă: Първo Българско царство, Părvo bălgarsko tsarstvo) a fost un stat medieval fondat de vechii bulgari în Balcanii de nord-est în jurul anului 681 și care s-a prăbușit definitiv în 1018 (după  Bătălia de la Kleidion din 1014).
Al Doilea Țarat Bulgar (Țaratul Vlaho-Bulgar sau Al Doilea Imperiu Bulgar) a fost un stat multietnic (regat) apărut la Dunărea de jos în 1186, odată cu victoria bulgarilor și vlahilor răsculați din sudul Dunării împotriva Imperiului Bizantin, și dispărut în 1260 prin fragmentarea în state mai mici, cucerite în jur de 1396 de către Imperiul Otoman. 